# Огюстен Луи Коши
Барон Огюстен Луи Коши (на френски: Augustin Louis Cauchy; 21 август 1789 – 23 май 1857) е френски математик, пионер в математическия анализ – той е сред първите, заели се със строгото доказване на теоремите на математически математическия анализ.
Коши е член на Френската академия на науките и професор в Екол политекник. Автор е и на няколко важни теореми в комплексния анализ, както и на първите изследвания на пермутационните групи в абстрактната алгебра. Коши има изключително силно влияние върху съвременниците си, както и тези, които продължават неговия труд. Работите му, които се простират от математиката до математическата физика, се състоят от 14 000 страници оригинални изследвания и открития в областта на математическия анализ.

## Биография
Първи учител на Огюстен Коши е баща му, който занимава сина си с история и древни езици и го кара да изучава античните автори в оригинал. През 1802 г. Коши постъпва в Централното училище в Париж, където е изучавал главно древните езици. А през 1805 г. държи кандидат-студентски изпит в Централното училище по обществени науки Пантеон (по-късно преименувано на Екол Политекник). Негови професори са били най-добрите учени на онова време, като и много випускници от училището, отрано започва кариера и става знаменит учен. След като Коши изкарва училището, постъпва в Школата по мостове и пътища (1807), а след завършването ѝ работи като строителен инженер при построяването на пристанището в Шербур.
От 1813 г. Коши започва да публикува трудове по математика. През 1816 г. е приет за член на Парижката академия на науките заедно с Гаспар Монж, но след това е уволнен по политически причини. От тази година е трудът на Коши по теорията на повърхностните вълни при тежките течности, като получава първата премия на конкурса по математика, и веднага е поканен като преподавател в три учебни заведения – Политехническото училище, Сорбоната и Колеж де Франс. След революцията през 1830 г. Коши, като верен на крал Карл X, бяга зад граница, където предава уроци по математика, физика и химия на внука на краля – Анри д'Артоа, херцог на Бордо. Коши се връща във Франция чак през 1838 г., когато му предлагат да поеме катедрата в Политехническото училище, без да се налага да полага клетва към новия крал Филип Орлеански. Оттук нататък ученият се занимава само с математика.

## Научни приноси
Научните трудове на Коши са посветени на аритметиката, теорията на числата, алгебрата, математическия анализ, диференциалните уравнения, механиката, математическата физика и много други. Коши е написал повече от 800 труда, а пълните му съчинения се съдържат в 27 тома. Коши първи дава ясно определение на основните понятия при математическия анализ – границите, непрекъснатост на функция, сходимост на ред и много други. Коши определя точните условия за сходимостта на реда на Тейлър към дадена функция и показва разликата между сходимост на ред въобще и неговата сходимост към дадена функция. Въвежда понятието радиус на сходимост на степенен ред, дава определение за интеграла като крайни суми, доказва съществуването на интеграли от непрекъснати функции.
Коши намира израза на аналитична функция като интеграл по контур (интегралът на Коши) и извежда от него разлагането на функция в степенен ред. По този начин Коши развива теорията за функция на комплексна променлива, разработва теорията на изключването, а също и приложения към различни въпроси на анализа. Пръв Коши в теорията на диференциалните уравнения поставя общата задача за намиране на решение на диференциално уравнение със зададени начални условия (което се нарича задача на Коши), дава начин за интегриране на диференциални уравнения, и такива в частни производни от първа степен.
Освен това Коши се занима и с геометрия (теория на многоъгълниците, повърхности от втора степен), алгебрата (симетрични многочлени, свойства на определителите), теорията на числата (теорема на Ферма за многоъгълните числа, закон за взаимността). Негови са изследванията по тригонометрия, механика, теория на еластичността, оптиката, астрономията. Коши е бил член на Лондонското кралско общество, на Петербургската академия на науките и редица други академии в Европа. Коши умира в гр. Со (Франция) на 23 май 1857.